# Vùng Broca
Vùng Broca là một vùng của thùy trán thuộc bán cầu não ưu thế (thường là bên trái), đảm nhận chức năng liên quan đến sản xuất lời nói.
Pierre Paul Broca là người đầu tiên phát hiện sự liên hệ của vùng này đối với quá trình xử lý ngôn ngữ trong não bộ sau khi nghiên cứu chứng thất ngôn ở hai bệnh nhân. Họ mất khả năng nói do bị tổn thương hồi trán dưới (BA45). Kể từ đó vùng não đó được gọi theo tên của Broca và triệu chứng thui chột sản xuất ngôn ngữ được gọi là chứng thất ngôn Broca (còn gọi là thất ngôn diễn đạt). Vùng Broca tọa lạc quanh khu vực pars triangularis và pars opercularis của hồi trán dưới, chiếu lên bản đồ chức năng vỏ não Brodmann sẽ trùng khoảng khu vực Brodmann 44 và 45 thuộc bán cầu não ưu thế.